# Chronica Naierensis

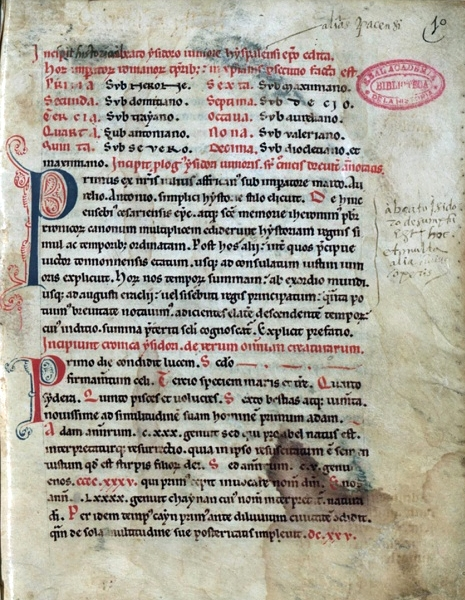
Manuscrito da Crônica najerense.

A Chronica Naierensis ("Crônica najerense", assim designada por ter sido composta no mosteiro beneditino de Santa Maria la Real de Nájera), é uma crônica do último quartel do século XII escrita em latim, que narra uma história universal empreendida desde a Criação, e que continua com a bíblica, a antiguidade clássica e a história da Hispânia visigoda até chegar à história contemporânea dos reinos de Castela e Leão.
Constituiu o modelo para a historiografia hispano-latina posterior (De rebus Hispaniae, de Rodrigo Jiménez de Rada e Chronicon mundi, de Lucas de Tui) e para a obra histórica alfonsina, e incluiu materiais obtidos dos cantares de gesta.
Trata-se de uma compilação realizada a partir de fragmentos de obras anteriores, como a obra histórica de Isidoro de Sevilha ou o Corpus Pelagianum, obra supervisada pelo bispo de Oviedo D. Pelágio (m. 1143 ou 1153).
Embora a obra viesse sendo datada em redor de 1160, Estévez Sola  atrasa a sua data de composição até 1173 como terminus post quem, ano em que Pedro Comestor deveu concluir a sua Historia Scholastica, outra das fontes da Crônica najerense. Montaner data-a por volta de 1185, e em todo caso entre 1173 e 1194, pois serviu de fonte para o Linhagem do Cid, que não pôde ser redigido antes de 1194. A obra, pois, é estritamente contemporânea à Historia Roderici, se bem que esta última deveu ser anterior, pois influiu na Crônica najerense.

## Edições
- Antonio Ubieto Arteta (ed.), Crónica najerense, Zaragoza, Anubar, 1985. ISBN 978-84-7013-201-8
- Juan A. Estévez Sola (ed.), Chronica Hispana saeculi XII, Pars II: Chronica Naierensis, Turnhout, Brepols, 1995 (Corpus Christianorum, Continuatio Medievalis, LXXI A). ISBN 978-2-503-03714-1
- —, Crónica najerense, Tres Cantos (Madrid), Akal, 2003 (Clásicos Latinos Medievales y Renacentistas, 12). ISBN 978-84-460-1668-7 (em castelhano)